# FN Browning Modell 1910

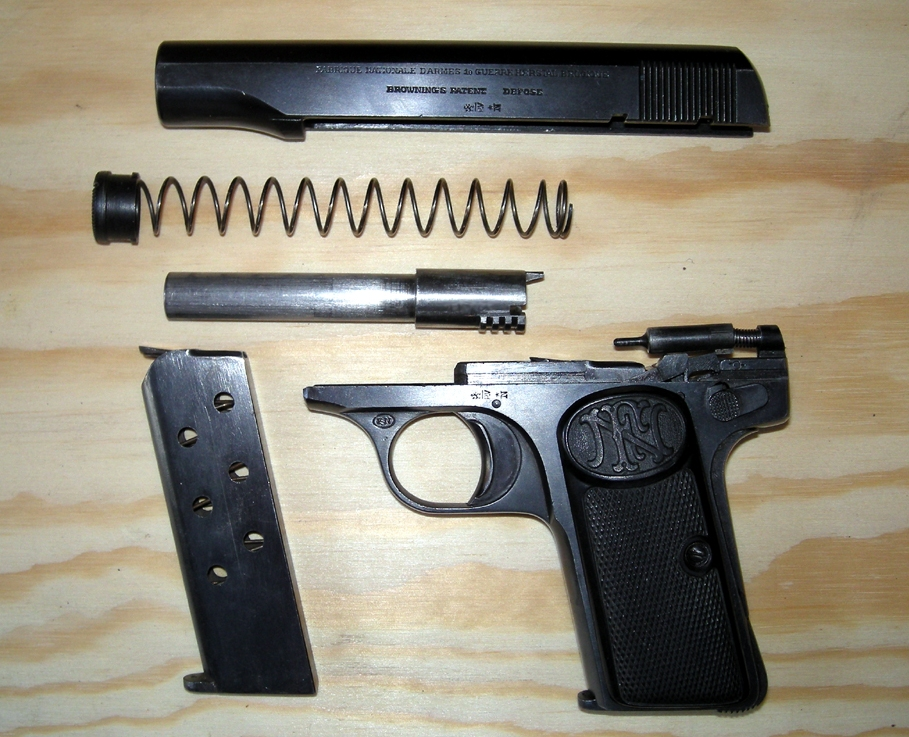
Browning M 1910 zerlegt („Field strip“)

Die FN Browning Modell 1910 ist eine früher sehr verbreitete Selbstladepistole, die in Lizenz in Belgien von Fabrique Nationale Herstal (FN) hergestellt wurde. Sie wurde vom US-Amerikaner John Moses Browning entworfen und über mehrere Jahrzehnte hinweg gebaut. Sie war der Nachfolger der zwischen dem Anfang des 20. Jahrhunderts bis 1911 in Belgien gefertigten FN Browning Modell 1900.

## Entstehung und Technik
Die belgische Fabrique Nationale Herstal hatte sich schon früh die europäischen Fertigungsrechte für die Modelle des Waffenkonstrukteurs Browning gesichert. Während sich die Meinungsverschiedenheiten zwischen Browning und amerikanischen Firmen wie Colt oder Winchester mehrten, behandelte FN den Entwickler mit größtmöglichen Entgegenkommen. Schließlich konnte man ihn sogar als Chefkonstrukteur gewinnen.
Die Waffe war für den Einsatz bei Polizei und Behörden vorgesehen. Sie verschießt wie ihr Vorgänger, das Modell 1900, nur eine relativ schwache Munition und hat deshalb einen unverriegelten Feder-Masse-Verschluss, dessen Funktion auf dem Zusammenspiel zwischen der Massenträgheit des Schlittens und der Kraft der Schließfeder beruht. Die Schließfeder befindet sich hierbei nicht mehr über dem Lauf, sondern windet sich um diesen herum. Dies ermöglicht eine kompakte Bauweise. Der deutsche Konstrukteur Fritz Walther kam etwa zeitgleich auf die Idee, die Schließfeder um den Lauf zu legen, wobei bis heute umstritten ist, wer diese Anordnung zuerst ersann. Der Schlagbolzen der Browning-Pistole wird nicht durch einen Hahn angeschlagen, sondern direkt durch eine Feder nach vorne getrieben. Die Pistole gilt als sehr sicher. Ein Schuss kann sich nur dann lösen, wenn:
- der Sicherungshebel, der auch den Schlitten blockiert, auf „Entsichert“ steht,
- der Schütze beim Umfassen des Griffstücks die Griffsicherung betätigt,
- sich ein Magazin in der Pistole befindet.

So wird verhindert, dass sich ein Schuss aus einer herabfallenden Waffe lösen kann. Die Magazinsicherung verhindert Unfälle beim Reinigen, falls sich noch eine Patrone im Patronenlager befinden sollte.

## Einsatz
Das Modell verkaufte sich ausgesprochen gut, die Anzahl der gebauten Exemplare lag sowohl beim Modell 1910 als auch dem Modell 1922 bei jeweils über 700.000 Stück. Hierbei wurde das Model 1910 auf dem zivilen Markt, das Modell 1922 hauptsächlich an Militär und Polizei verkauft. Als Dienstpistole der westdeutschen Polizei wurde sie noch bis in die 1950er-, bei der Bahnpolizei bis in die 1970er-Jahre hinein verwendet. Mit der schwindenden Popularität der Kaliber 7,65 × 17 mm und 9 × 17 mm sanken auch die Verkaufszahlen der Browning 1910/1922. Die Produktion wurde im Jahr 1976 eingestellt.
Der serbische Nationalist Gavrilo Princip verwendete bei seinem Attentat am 28. Juni 1914 auf den Thronfolger Österreich-Ungarns Erzherzog Franz Ferdinand und seine Gemahlin Sophie Chotek, Herzogin von Hohenberg, bei ihrem Besuch in Sarajevo eine 9-mm-Pistole FN Browning Modell 1910.
Während des Zweiten Weltkrieges erbeutete die Wehrmacht in Belgien einige Pistolen vom Typ 1910 und führte sie unter der Bezeichnung Pistole 621 (b).

## Model 1922

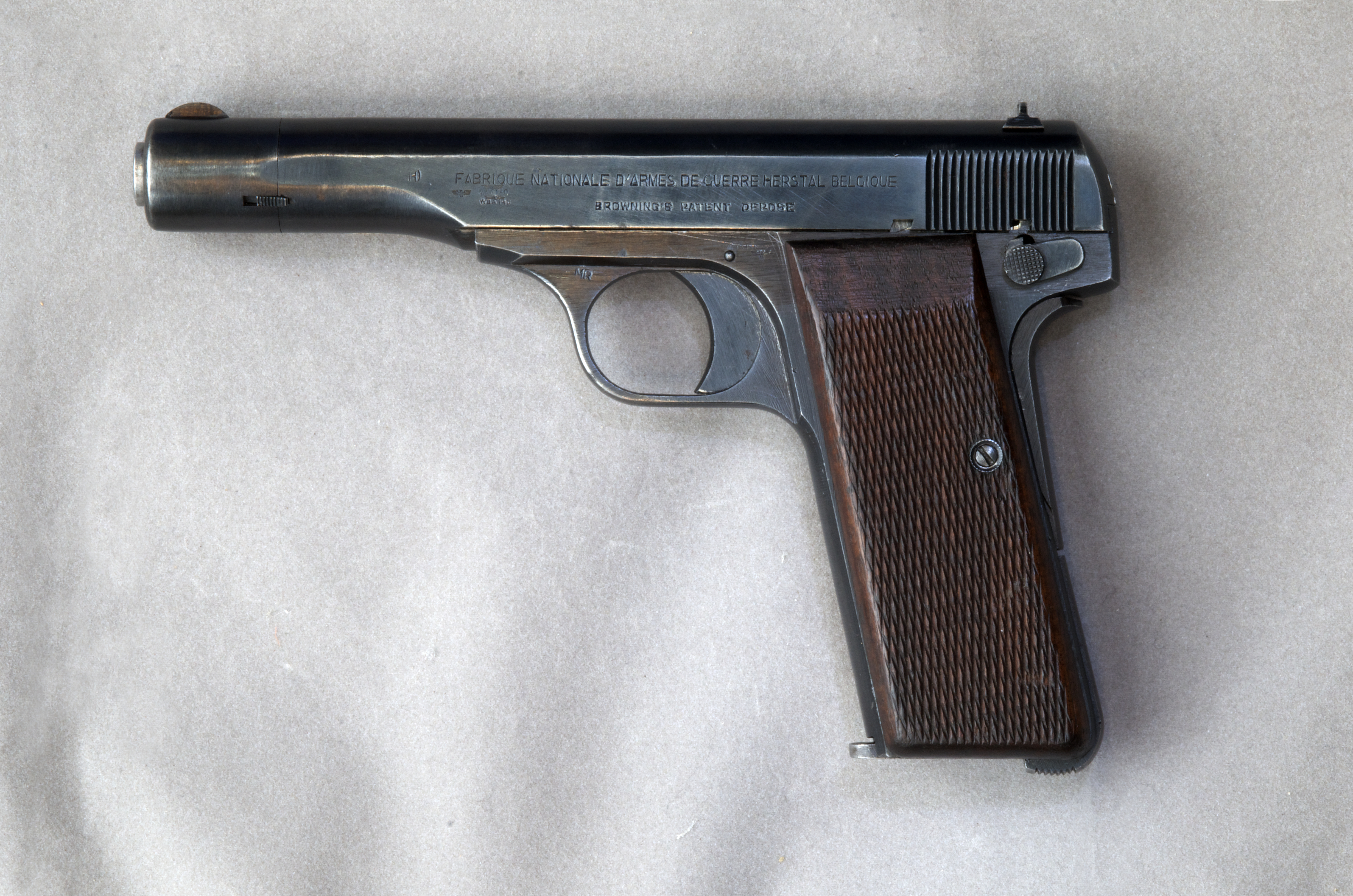
FN Browning Modell 1922

Im Jahr 1922 wurde auf Anfrage Jugoslawiens auf der Basis des Modells 1910 eine größere Variante für den militärischen und polizeilichen Gebrauch entwickelt. Griff und Magazin wurden verlängert, um eine um zwei Schuss höhere Magazinkapazität zu schaffen. Zudem wurde der Lauf um 25 mm verlängert. Auffällig am neuen Modell FN Browning 1910/22 ist die aufgesetzte Mündungshülse. FN wollte damit vermeiden, die aufwändige Fertigung des Schlittens überarbeiten zu müssen, und verlängerte ihn mit diesem Aufsatz.
Die Variante 1922 entwickelte sich schnell zu einem Exporterfolg: Die jugoslawische Regierung bestellte im Februar 1923 60.000 Pistolen im Kaliber 9 × 17 mm sowie 20.000 weitere im Jahre 1930. Die Waffe wurde dort unter dem Namen Automatski Pishtol Browning 1910/22 bis in das Jahr 1976 hinein von Polizei und Militär benutzt. Neben FN wurde sie hier auch von der serbischen Waffenfabrik Crvena Zastava in Kragujevac produziert.
In den Niederlanden wurde die Pistole ab Oktober 1924 im Kaliber 7,65 × 17 mm als Pistool M25 No.1 bei der niederländischen Koninklijke Marechaussee und im Kaliber 9 × 17 mm als Pistool M25 No.2 bei den Artillerieverbänden eingesetzt. Im Jahr 1932 wurden alle FN-1922-Pistolen auf 9 × 17 mm aptiert und beim niederländischen Militär bis Ende des Zweiten Weltkrieges, bei den Polizeieinheiten bis in die 1970er-Jahre eingesetzt. Die Gesamtzahl für die Niederlande produzierter FN 1922 beläuft sich auf 91.449 Pistolen.
Zwischen den Jahren 1926 und 1929 bestellte Griechenland 9980 FN 1922-Pistolen im Kaliber 9 × 17 mm. Kurz vor dem Beginn des Spanischen Bürgerkrieges bestellte die Republik Spanien 200 Pistolen im Kaliber 9 × 17 mm.
Auch das belgische Militär führte diese Pistole. Zur Zeit der Besetzung Belgiens im Zweiten Weltkrieg wurden schätzungsweise 363.200 weitere FN-1922-Pistolen, zum überwiegenden Teil im Kaliber 7,65 × 17 mm, produziert. Sie wurde vielfach höheren Diensträngen als Offizierswaffe zugeteilt. Belgische Pistolen wurde vom Heereswaffenamt als Pistole 626 (b) und Pistole 641 (b) (Kaliber 7,65 × 17 mm) bezeichnet, dabei vor allem an die Polizei und die Luftwaffe ausgegeben. Jugoslawische Exemplare wurden als Pistole 641 (j) unter anderem an die Ustascha und das Militär des NDH (Unabhängiger Staat Kroatien) verteilt.
Die Türkei gab drei Bestellungen für das Militär auf. Dänemark bestellte 3000 Pistolen für die Polizei. Weitere Nutzer waren die französische Marine und Rumänien.
Nach dem Ende des Zweiten Weltkrieges konnte FN noch bis 1976 schätzungsweise 180.000 weitere 1922 herstellen.